# Mauves-sur-Huisne
Mauves-sur-Huisne és un municipi francès situat al departament de l'Orne i a la regió de Normandia. L'any 2007 tenia 638 habitants.

## Demografia

### Població
El 2007 la població de fet de Mauves-sur-Huisne era de 638 persones. Hi havia 283 famílies de les quals 90 eren unipersonals (49 homes vivint sols i 41 dones vivint soles), 111 parelles sense fills, 70 parelles amb fills i 12 famílies monoparentals amb fills.
La població ha evolucionat segons el següent gràfic:
Habitants censats

### Habitatges
El 2007 hi havia 367 habitatges, 282 eren l'habitatge principal de la família, 53 eren segones residències i 32 estaven desocupats. 345 eren cases i 21 eren apartaments. Dels 282 habitatges principals, 197 estaven ocupats pels seus propietaris, 80 estaven llogats i ocupats pels llogaters i 5 estaven cedits a títol gratuït; 8 tenien una cambra, 29 en tenien dues, 64 en tenien tres, 91 en tenien quatre i 90 en tenien cinc o més. 171 habitatges disposaven pel capbaix d'una plaça de pàrquing. A 154 habitatges hi havia un automòbil i a 99 n'hi havia dos o més.

### Piràmide de població
La piràmide de població per edats i sexe el 2009 era:
| Homes | Edats   | Dones |
| ----- | ------- | ----- |
| 0     | 95 o +  | 4     |
| 4     | 90 a 94 | 4     |
| 0     | 85 a 89 | 4     |
| 16    | 80 a 84 | 16    |
| 24    | 75 a 79 | 24    |
| 4     | 70 a 74 | 20    |
| 20    | 65 a 69 | 24    |
| 24    | 60 a 64 | 12    |
| 4     | 55 a 59 | 8     |
| 40    | 50 a 54 | 8     |
| 16    | 45 a 49 | 32    |
| 24    | 40 a 44 | 28    |
| 28    | 35 a 39 | 28    |
| 24    | 30 a 34 | 24    |
| 4     | 25 a 29 | 16    |
| 16    | 20 a 24 | 24    |
| 28    | 15 a 19 | 20    |
| 24    | 10 a 14 | 24    |
| 20    | 5 a 9   | 20    |
| 20    | 0 a 4   | 8     |

## Economia
El 2007 la població en edat de treballar era de 376 persones, 272 eren actives i 104 eren inactives. De les 272 persones actives 245 estaven ocupades (139 homes i 106 dones) i 27 estaven aturades (14 homes i 13 dones). De les 104 persones inactives 47 estaven jubilades, 20 estaven estudiant i 37 estaven classificades com a «altres inactius».

### Ingressos
El 2009 a Mauves-sur-Huisne hi havia 278 unitats fiscals que integraven 635 persones, la mediana anual d'ingressos fiscals per persona era de 15.180 €.

### Activitats econòmiques
Dels 28 establiments que hi havia el 2007, 2 eren d'empreses extractives, 1 d'una empresa alimentària, 4 d'empreses de fabricació d'altres productes industrials, 4 d'empreses de construcció, 3 d'empreses de comerç i reparació d'automòbils, 1 d'una empresa d'hostatgeria i restauració, 2 d'empreses financeres, 3 d'empreses immobiliàries, 5 d'empreses de serveis, 1 d'una entitat de l'administració pública i 2 d'empreses classificades com a «altres activitats de serveis».
Dels 7 establiments de servei als particulars que hi havia el 2009, 1 era un paleta, 2 fusteries, 1 electricista, 1 perruqueria, 1 agència de treball temporal i 1 restaurant.
Dels 3 establiments comercials que hi havia el 2009, 1 era una botiga de menys de 120 m², 1 una fleca i 1 una joieria.
L'any 2000 a Mauves-sur-Huisne hi havia 19 explotacions agrícoles que ocupaven un total de 1.274 hectàrees.

## Equipaments sanitaris i escolars
El 2009 hi havia una escola elemental.

## Poblacions més properes
El següent diagrama mostra les poblacions més properes.